# Heidehof (Havelsee)
Der Heidehof ist ein Wohnplatz in der Stadt Havelsee. Er liegt in der Gemarkung Pritzerbe im Seelensdorfer Forst, im Norden des Stadtgebietes etwa einen Kilometer südwestlich des Gemeindeteils Seelensdorf. Im Heidehof existiert eine Ferienwohnanlage. Er liegt im Naturpark Westhavelland und im Landschaftsschutzgebiet Westhavelland.